# Hugo de Moncada i Gralla
Ne doit pas être confondu avec Hug de Montcada i de Cardona.

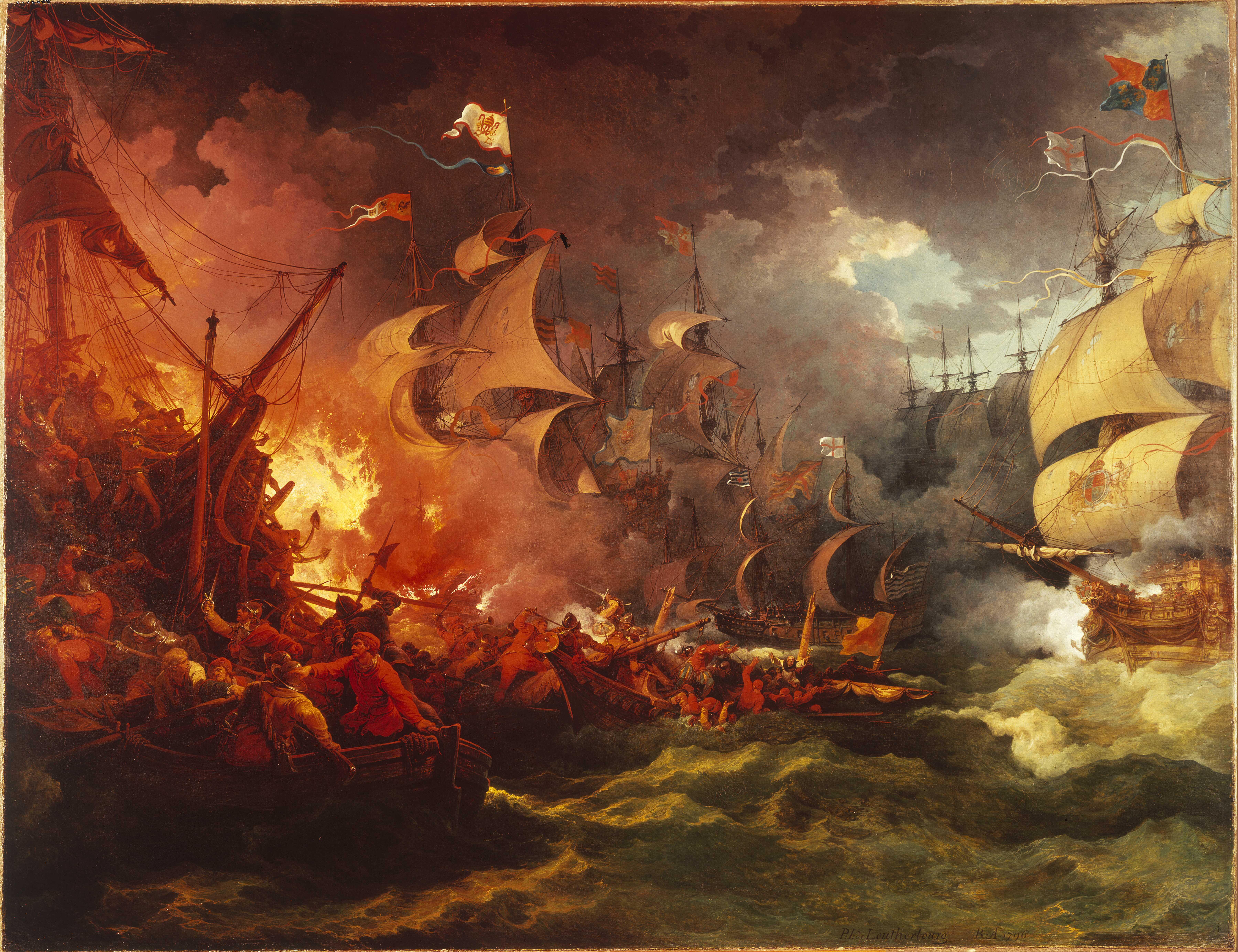
Défaite de l'Invincible Armada.

Hug de Montcada i Gralla est un militaire barcelonais qui commande les galéasses de Naples de la nommée Invincible Armada. Il meurt en défendant son navire le San Lorenzo, à Calais, en août 1588.
Il est le deuxième fils de François Ier de Moncada (en), premier marquis de Aitona et Comté d'Ausona, et son épouse Lucrèce Gralla.
Appartenant à la noble famille des Moncada, son frère Gastó de Montcada i de Gralla (en) (aîné de 17 fils) hérite de l'immense fortune familiale. Un autre frère à lui fut Joan de Montcada i Gralla, Archevêque de Tarragone (1613-1622) et Évêque de Barcelone (1610-1612).

## Participation dans l'Invincible Armada

### Poste
Hugues de Moncada est désigné commandant de la flotte de Naples. Le bateau insigne est la galéasse San Lorenzo. La galéasse-galion La Girona fait partie de cette flotte. Les quatre galéasses étaient :
- La San Lorenzo (capitana de le flotte)
  - Le capitaine du bateau était Joan Setantí[1]
- La Zúñiga (patrona de la flotte)
  - Capitaine Pere Centelles
- La Girona
  - Capitaine Fabrizio Spínola, genovès[2]
- La Napolitana[3]
  - Capitaine Perrucchio Morán

### GaléasseSan Lorenzo

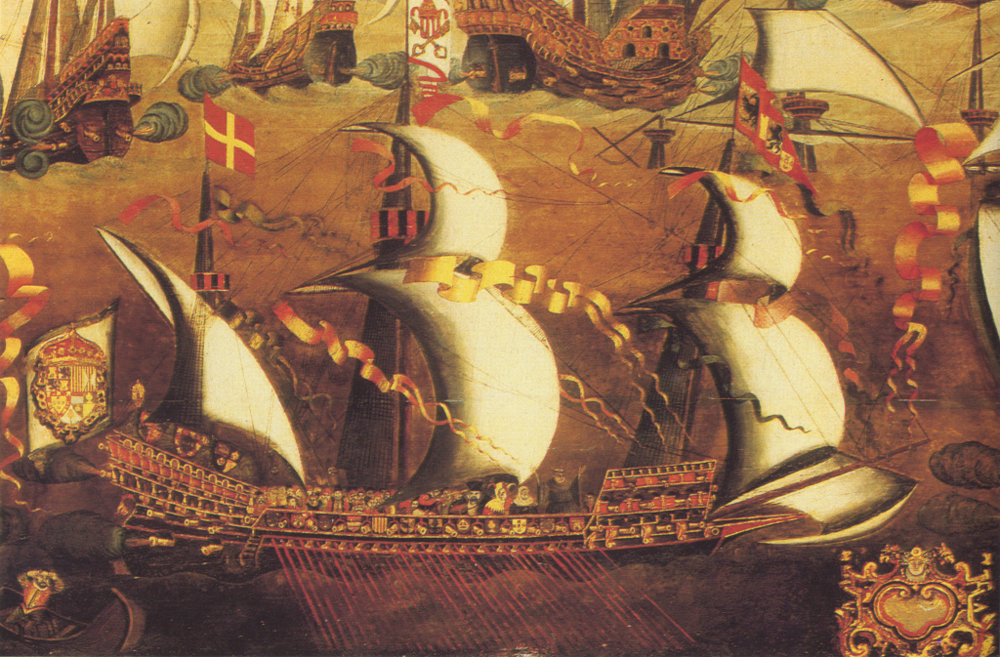
Galéasse de Malte.

Ce navire disposait de 124 marins, 50 pièces d'artillerie, 300 rameurs et 270 soldats,,
Elle est bâtie à Naples et déplace 762 tonnes et est le bateau le plus grand et, selon quelques-uns, le plus splendide de toute l'Armada.

### Difficultés nautiques
Une des variables les plus difficiles qui rendait dangereuse la navigation par la Manche étaient (et le demeurent) les courants provoqués par les marées. Les pilotes locaux étaient avertis de ces courants

### Actions en bataille
- Selon plusieurs témoins (écrits et de documentaires cinématographiques), la galéasse San Lorenzo ne pouvait pas progresser en ramant contre les courants inverses provoqués par la marée;
- Le duc de Medina Sidonia refusa à Hugues de Moncada qu'il attaque le navire Ark Royal, quand il l'avait à la portée dans des conditions de supériorité[9];
- le San Lorenzo est le premier bateau prévenu du danger des huit brulots envoyés par Drake contre l'armée espagnole au mouillage ;
- l'ordre du duc de Medina Sidonia, de faire couper les chaînes des ancres de tous les bateaux de l'armée, provoqua le chaos et beaucoup de collisions.

### Désastre final
Les références au désastre sont nombreuses et pas toujours coïncidentes,,,,,,,,,
Dans la confusion provoquée par les brulots, une collision neutralisa le gouvernail du San Lorenzo. La manœuvre avec les rames n'était pas assez agile pour combattre sous la menace ennemie (du Ark Royal en particulier) ; Hugues de Moncada décida d'aller se réfugier dans le port de Calais (sous contrôle français et, en théorie, neutre). Il n’atteignit pas l’entrée par la voile et les rames, le galéasse essaya d’entrer dans le port de Calais mais s’enfonça près de l’entrée, à moitié couché sur le côté. Les soldats (probablement terrifiés par la tempête et l'incident) désertèrent le navire, en sautant à l'eau. Beaucoup se noyèrent. Seuls quelques fidèles demeurèrent à bord.
Les Anglais envoyèrent des bateaux avec des soldats pour s'emparer de la galéasse. Enfin, Howard envoya du renfort avec la barque de la Ark Royal pour qu'ils puissent réduire les derniers résistants. Hugues de Moncada est abattu d'un tir d'arquebuse à la tête. Joan Setantí et d'autres Catalans défenseurs meurent également

### Dépêche de la défaite et commentaire au Journal de laGeneralitatde Catalogne
« Dimarts, 4 d’octubre de 1588, dia de sant Francesc: En aquest dia vingué y se publica nova com la armada que sa magestat havia feta y tramesa a Inglaterra ere tornada en Espanya repartida per mal temps part en la Corunya y part en Laredo y Santander, vingué molt mal adobada per mal temps y falta de provisions en manera si moriren moltes persones, y entre altres se perdé una galeasa de la qual era capità don Hugo de Moncada fill del compte de Aytona la qual se encalla y los contraris pelearen ab ells, y mori dit don Hugo y Joan Setanti y altres cathalans peleant y ab les armes en les mans com a valents cavallers, de manera que sols pelearen y moriren en pelea cathalans y no altra nació, Deu sia de tot servit y lohat. »

— Manual de novells ardits: vulgarment apellat Dietari del antich consell barceloní.

## Poème d'hommage
Un romance d'hommage à Hugues de Moncada est publié par le "bachiller de Borja" Pedro de Moncayo
Les premiers vers résument assez bien la cause de la superflue défaite :
«  Roto el cabo y mástil roto,

 volcada la galeaza,

 Inútil su artillería 

 y la del contrario brava.

 Dejándole sus soldados

 que a priesa se echan al agua

 a vista de los franceses 

 que les defienden la playa... »

## Témoin important
Selon l'ouvrage Armada Invencible de Cesáreo Fernández Duro, une description de l'attaque finale et de la mort d'Hugo de Montcada est recueillie des déclarations d'un esclave du marquis de Santa Cruz (Volume Ier, page 118, document K.1467, pièce 18).